# Присяжний №2
«Присяжний № 2» (англ. Juror No. 2) — американський трилер режисера Клінта Іствуда за сценарієм Джонатана Абрамса. У головних ролях Ніколас Голт і Тоні Коллетт.

## Синопсис
Присяжний, який бере участь у судовому процесі у справі про вбивство, розуміє, що він може бути винним у смерті жертви.

## Акторський склад
| Актор            | Роль                                       |
| ---------------- | ------------------------------------------ |
| Ніколас Голт     | Джастін Кемп журналіст                     |
| Зої Дойч         | Еллісон «Еллі» Крюсон дружина Кемпа        |
| Тоні Коллетт     | Фейт Кіллебрю помічник окружного прокурора |
| Кіфер Сазерленд  | Ларрі Ласкер адвокат                       |
| Габріель Бассо   | Джеймс Майкл Сайт підозрюваний             |
| Джонатан Сіммонс | Гарольд колишній інспектор відділу вбивств |
| Франческа Іствуд | Кендалл Картер загибла                     |
| Кріс Мессіна     | Ерік Резнік адвокат                        |
| Леслі Бібб       | Деніс Олдворт голова присяжних             |
| Едріенн Мур      | Йоланда присяжна                           |
| Седрік Ярбро     | Маркус присяжний                           |

## Виробництво
У квітні 2023 року було оголошено, що Клінт Іствуд обрав проєкт своїм наступним фільмом, а Ніколас Голт і Тоні Коллетт ведуть переговори щодо головних ролей. Наступного місяця вони були затверджені, а Зої Дойч і Кіфер Сазерленд також приєдналися до акторського складу, тоді як Габріель Бассо почав переговори щодо участі у фільмі. У червні до акторського складу додалася Леслі Бібб. У листопаді до акторського складу приєднався Кріс Мессіна, а Бассо був затверджений. Дж. К. Сіммонс, Емі Акіно, Едріен С. Мур, Седрік Ярбро, Чікако Фукуяма та Онікс Серрано поповнили акторський склад у грудні.
Виробництво розпочалося в червні 2023 року, місцями зйомок стали Саванна та Лос-Анджелес, але в липні виробництво було призупинено через страйк SAG-AFTRA 2023 року. Виробництво відновилося в листопаді після завершення страйку.